# Adidas Originals
Adidas Originals é uma linha de roupas casuais da marca de roupas esportivas alemã Adidas.

## História
O famoso logótipo Trefoil, anteriormente usado em todos os produtos Adidas, tem sido aplicado desde 1997 apenas em produtos patrimoniais. O logótipo da Adidas Performance, que estava na linha de produtos "Equipment" desde 1991, substituiu o Trefoil em 1997 pelo famoso ''três listras''.
A Adidas Originals abrange estilos de moda esportiva com referências às décadas entre as décadas de 1940 e 1980. A marca tem uma sensação retrô old school distintamente. Uma extensa campanha foi lançada em 2008 para promover o rótulo. Em outubro de 2017, a Adidas Originals abriu uma nova loja em Wicker Park, Chicago.

## No mundo
A Adidas Originals possui diversas lojas conceitos espalhadas pelo mundo todo, entre eles: Europa, América do Sul, América do Norte, Ásia e Oceania.